# منتخب فنزويلا تحت 17 سنة لكرة القدم للسيدات
منتخب فنزويلا تحت 17 سنة لكرة القدم للسيدات (بالإسبانية: Selección femenina de fútbol sub-17 de Venezuela)‏ هو ممثل فنزويلا الرسمي في المنافسات الدولية في كرة القدم للسيدات، يديريه اتحاد فنزويلا لكرة القدم.